# Maja (geslacht)
Maja is een geslacht van spinkrabben.

## Soortenlijst
- Maja brachydactyla Balss, 1922
- Maja cornuta (Linnaeus, 1758)
- Maja crispata Risso, 1827
- Maja squinado (Herbst, 1788) – Grote spinkrab